# Municipio de Hadley (Míchigan)

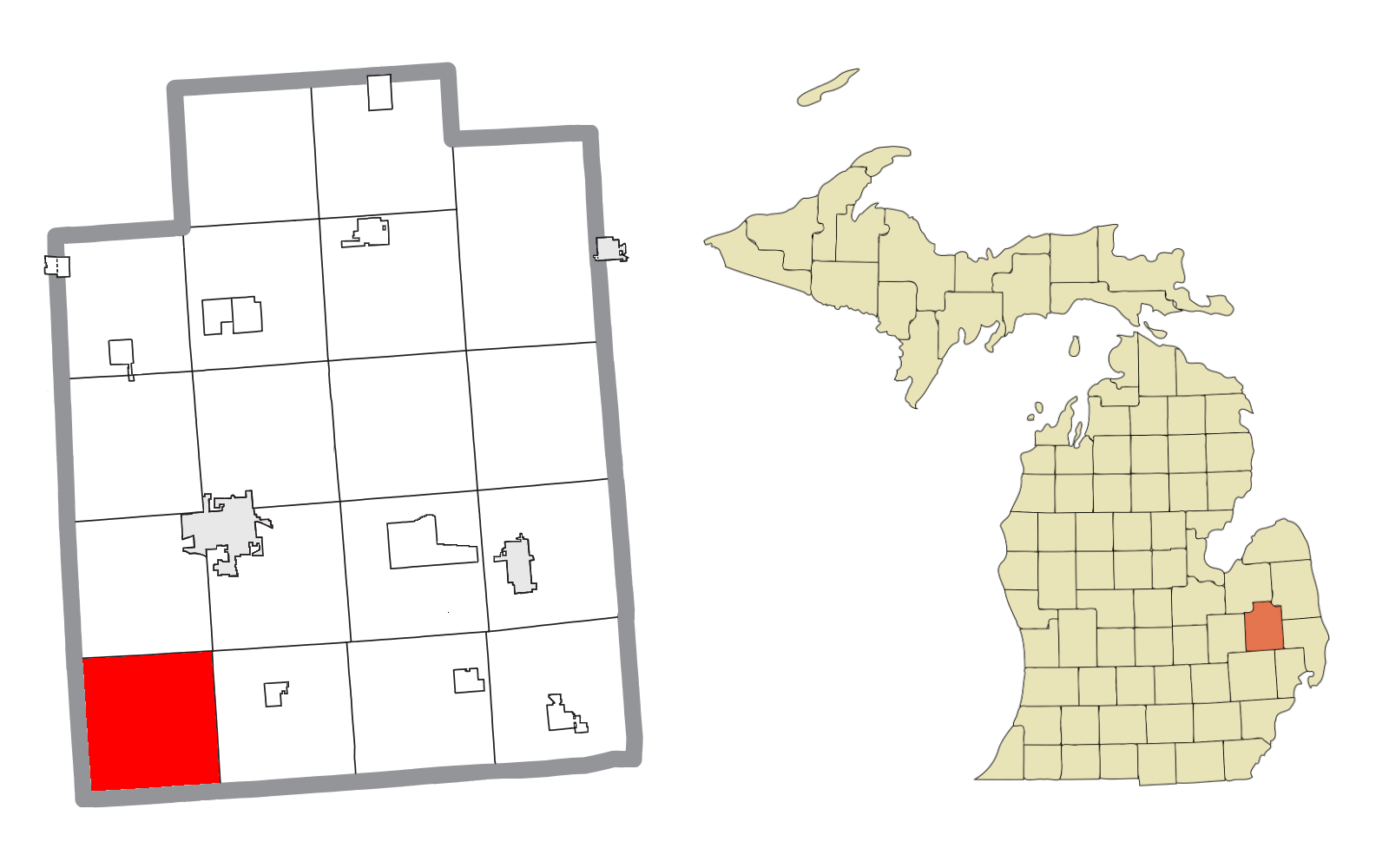
Municipio de Hadley

El municipio de Hadley (en inglés: Hadley Township) es un municipio ubicado en el condado de Lapeer en el estado estadounidense de Míchigan. En el año 2010 tenía una población de 4528 habitantes y una densidad poblacional de 48,54 personas por km².

## Geografía
El municipio de Hadley se encuentra ubicado en las coordenadas 42°55′35″N 83°23′28″O / 42.92639, -83.39111. Según la Oficina del Censo de los Estados Unidos, el municipio tiene una superficie total de 93.28 km², de la cual 86.62 km² corresponden a tierra firme y (7.15%) 6.67 km² es agua.

## Demografía
Según el censo de 2010, había 4528 personas residiendo en el municipio de Hadley. La densidad de población era de 48,54 hab./km². De los 4528 habitantes, el municipio de Hadley estaba compuesto por el 97.75% blancos, el 0.18% eran afroamericanos, el 0.18% eran amerindios, el 0.44% eran asiáticos, el 0.04% eran isleños del Pacífico, el 0.27% eran de otras razas y el 1.15% pertenecían a dos o más razas. Del total de la población el 1.19% eran hispanos o latinos de cualquier raza.